# Xã Mantrap, Quận Hubbard, Minnesota
Xã Mantrap (tiếng Anh: Mantrap Township) là một xã thuộc quận Hubbard, tiểu bang Minnesota, Hoa Kỳ. Năm 2010, dân số của xã này là 519 người.